# 三台酒
三台酒是新疆孚遠三台镇出产的一系列白酒，为中华老字号。三台酒源于1959年建厂的三台酒厂，1998年改制，2004年再次改制成为集团公司。三台酿酒乃以高粱、玉米、大米、稻壳为原料，以入选自治区级非物质文化遗产的传统老五甑酿造工艺进行清蒸杀菌、回醅配料、混蒸混烧、低温入窖、长期发酵、产酯增香、分层出窖、缓汽蒸酒、大汽追尾、回蒸尾酒等步骤酿成的北庭系列清香型白酒，和老窖系列浓香型白酒。